# ناقوس بی‌گناهان
ناقوس بی‌گناهان (به انگلیسی: Bells of Innocence) یک فیلم ویدئویی آمریکایی در سبک فیلم مسیحی محصول سال ۲۰۰۳ میلادی به کارگردانی آلین بیژن است. این فیلم در تاریخ ۶ آوریل ۲۰۰۳ در ایالات متحده آمریکا به صورت ویدئویی منتشر شد. 